# Stadion Loro Boriçi
Stadion Loro Boriçi (albanski: Stadiumi Loro Boriçi) višenamjenski je stadion u Skadru, u Albaniji. Najčešće se koristi za nogometne utakmice, pa na njemu svoje domaće utakmice igraju lokalni klub KF Vllaznia te albanska nogometna reprezentacija. S obzirom na to da na susjednom Kosovu nijedan stadion ne ispunjava uvjete za igranje međunarodnih utakmica, svoje domaće utakmice na stadionu tijekom kvalifikacija za Svjetsko prvenstvo 2018. igra i kosovska nogometna reprezentacija.

## Povijest
Radovi na izgradnji stadiona počeli su 17. svibnja 1950. i trajali do 1. svibnja 1952. kada je otvoren pod imenom Stadion Vojo Kushi, a ime je dobio po partizanu Voju Kushiju. Nakon pada komunizma 1990. dobio je novo, današnje ime, u čast nogometaša Lora Boriçija. Nekoliko je puta obnovljen, a najveća obnova, ujedno i zadnja, završena je 2016.
U listopadu 2014. albanski premijer Edi Rama obećao je obnovu stadiona nakon koje bi kapacitet iznosio oko 20.000 gledatelja. Obnova je počela 3. svibnja 2015., a njen kraj označen je 5. rujna 2016. utakmicom između Albanije i Makedonije, u kojoj je domaća momčad pobijedila rezultatom 2:1.
Zbog nedostatka kvalitetnih stadiona na Kosovu, kosovska nogometna reprezentacija primorana je odigravati svoje domaće utakmice na skadarskom stadionu. Prvu domaću utakmicu u sklopu kvalifikacija za Svjetsko prvenstvo 2018. Kosovo je odigralo 6. listopada 2016. s Hrvatskom, koja je pobijedila rezultatom 6:0 i hat-trickom Marija Mandžukića.

## Utakmice reprezentacija
| nadnevak           | natjecanje                | suparnik   | rezultat |          |          |
| Albanija           | Albanija                  | Albanija   | Albanija | Albanija | Albanija |
| ------------------ | ------------------------- | ---------- | -------- | -------- | -------- |
| 29. ožujka 2003.   | Kvalifikacije za EP 2004. | Rusija     | 3:1      |          |          |
| 7. veljače 2007.   | prijateljska              | Makedonija | 0:1      |          |          |
| 24. ožujka 2007.   | Kvalifikacije za EP 2008. | Slovenija  | 0:0      |          |          |
| 10. kolovoza 2011. | prijateljska              | Crna Gora  | 3:2      |          |          |
| 31. kolovoza 2016. | prijateljska              | Maroko     | 0:0      |          |          |
| 6. rujna 2016.     | Kvalifikacije za SP 2018. | Makedonija | 2:1      |          |          |
| 9. listopada 2016. | Kvalifikacije za SP 2018. | Španjolska | 0:2      |          |          |
| Kosovo             |                           |            |          |          |          |
| 6. listopada 2016. | Kvalifikacije za SP 2018. | Hrvatska   | 0:6      |          |          |

## Vanjske poveznice
|  | Zajednički poslužitelj ima još gradiva o temi Stadion Loro Boriçi |